# Santo Ángel (Murcia)
Santo Ángel es una pedanía perteneciente al municipio de Murcia, situada unos 5,3 km al sur del centro de la capital de la Región de Murcia (España), en el área sub-comarcal denominada Cordillera Sur. 
Cuenta con una población de 6165 habitantes (INE 2019) y una extensión de 6,983 km² . Se encuentra a unos 5,3 km de Murcia y se sitúa a una altura media de 95 metros sobre el nivel del mar. Tiene como patronos a la Virgen del Carmen y al Santo Ángel Custodio. Limita al norte con las pedanías de Aljucer y San Benito; al este con la pedanía de Algezares; al oeste con la pedanía de La Alberca; y, al sur, con la también pedanía de Baños y Mendigo.

## Geografía física
Limita con:
- al norte: Aljucer y San Benito
- al este: Algezares
- al oeste: La Alberca
- al sur: Baños y Mendigo

## Naturaleza
Naturaleza Santo Ángel

## Demografía
| 2000 | 2001 | 2002 | 2003 | 2004 | 2005 | 2006 | 2007 | 2008 | 2009 | 2010 | 2011 | 2012 |
| ---- | ---- | ---- | ---- | ---- | ---- | ---- | ---- | ---- | ---- | ---- | ---- | ---- |
| 4496 | 4654 | 4820 | 5024 | 5112 | 5169 | 5295 | 5366 | 5512 | 5581 | 5615 | 5678 | 5690 |

## Historia
No se ha podido constatar el momento exacto en que el Ayuntamiento de Murcia adoptó la decisión administrativa de configurar la entidad de Santo Ángel como pedanía independiente, aunque podría entenderse que dicha actuación administrativa se produjo con la aprobación, por acuerdo del Pleno municipal de fecha 26 de diciembre de 1979, del nomenclátor de las ciudades, villas, lugares, aldeas y demás entidades de población del municipio de Murcia. No obstante, el 31 de diciembre de 1980, el citado Pleno aprobó la relación de entidades de población que deberían ser denominadas con el término “pedanía” a efectos de diferenciarlas de los barrios de la capital, incluyéndose entre ellas a Santo Ángel.
Aunque el reconocimiento de Santo Ángel como pedanía es relativamente reciente, Abelardo Merino Álvarez aporta el dato de que en el Censo de las Provincias ordinarias y Partidos de la Corona de Castilla realizado en el año 1594, la Provincia de Murcia comprendía, entre otros, “...el pueblo de Murcia, incluyéndose en su tierra á : Santángel .....”, del que dicho autor también cuenta que era un señorío perteneciente a la casa de los Riquelmes. 
Posteriormente Santo Ángel será considerado un caserío dependiente de la diputación de La Alberca, por lo que los datos que sobre el mismo pudieran existir se incluyen dentro del conjunto de la citada pedanía. 
Será entrado el siglo XX cuando más fácilmente se obtienen datos referidos a Santo Ángel. Concretamente en el momenclátor correspondiente a 1960 Santo Ángel es incluido con la categoría de caserío dependiente de la pedanía de La Alberca, contando con 1444 habitantes, destacándose ya una de las características de la que posteriormente será pedanía: ser un lugar donde los habitantes de la capital construyen segundas residencias para trasladarse en la época estival, lo que se demuestra al constatarse la existencia de 547 viviendas, de las que solamente 382 figuran como habitadas permanentemente, teniendo la consideración de hogares. Diez años después el número de edificios destinados a vivienda familiar es de 548, siendo 357 las familias registradas, habiendo descendido a 1435 el número de sus habitantes. En 1981 se incluye en el nomenclátor con la categoría de pedanía independiente, conformada por las entidades de Monte Liso y núcleo y huerta de Santo Ángel, siendo 587 las viviendas familiares existentes en núcleo de población y 254 en diseminado, registrándose una población de 2394 habitantes. A partir de este momento se constata una trayectoria ascendente en la evolución demográfica de la pedanía, que alcanzará los 2963 habitantes en 1986, 3493 en 1991 y 4270 habitantes en 1996. Este crecimiento se ha debido a dos factores importantes que han servido de elemento atrayente de población: el cambio de mentalidad producido ante los avances tecnológicos y mejora de las comunicaciones que hace apreciable el residir durante todo el año en zonas cercanas a la ciudad, en un atractivo entorno rodeados de árboles y junto al monte, pero sin los inconvenientes de aquella, lo que ha hecho proliferar la construcción de urbanizaciones de carácter residencial. El segundo de los factores ha sido la instalación en la zona de importantes empresas dedicadas a la construcción, transportes, fabricación de muebles, talleres de reparación, etc. El sector de actividad que mayor población de la pedanía ocupa es el de los servicios, seguido por la industria, teniendo la construcción cierta importancia. El número de personas dedicadas a labores agrícolas es prácticamente inapreciable, siendo los cultivos de regadío, especialmente limonero, melocotonero y naranjo los más destacados. 
En la actual pedanía de Santo Ángel queda enclavado el Santuario de la Luz, importante yacimiento ibérico, ubicado en una pequeña colina cercana al eremitorio de Nuestra Señora de la Luz, y que es conocido desde finales del siglo XVIII. Los primeros trabajos arqueológicos en la zona fueron realizados en los años 1920 por Mergelina Luna, continuados en los 80 por P. A. Lillo Carpio. De las últimas excavaciones realizadas en los años 90 se desprende la existencia en el lugar de un santuario ibérico que mantuvo su actividad hacia los siglos IV y I a. C. y que pervivió a pesar de la llegada de las tropas romanas hacia el siglo III a. C. De los restos encontrados se desprende que en el lugar se llevaron a cabo actividades metalúrgicas en hierro y plomo, habiéndose descubierto exvotos ibéricos que probablemente se depositaron en el santuario de forma ritual y que fueron tapados con barro.
Otro lugar que ha marcado la historia de la pedanía es el colegio de las Hermanas de Cristo Crucificado "Villa Pilar", que en tiempos de guerra ofrecía educación gratuita a las niñas del pueblo. Fue fundado por la Hermana María, cuyo marido y doctor, don Ángel Romero, falleció durante la guerra civil española; y la Hermana Amalia, que escribió hermosos poemas.

## Lugares de interés

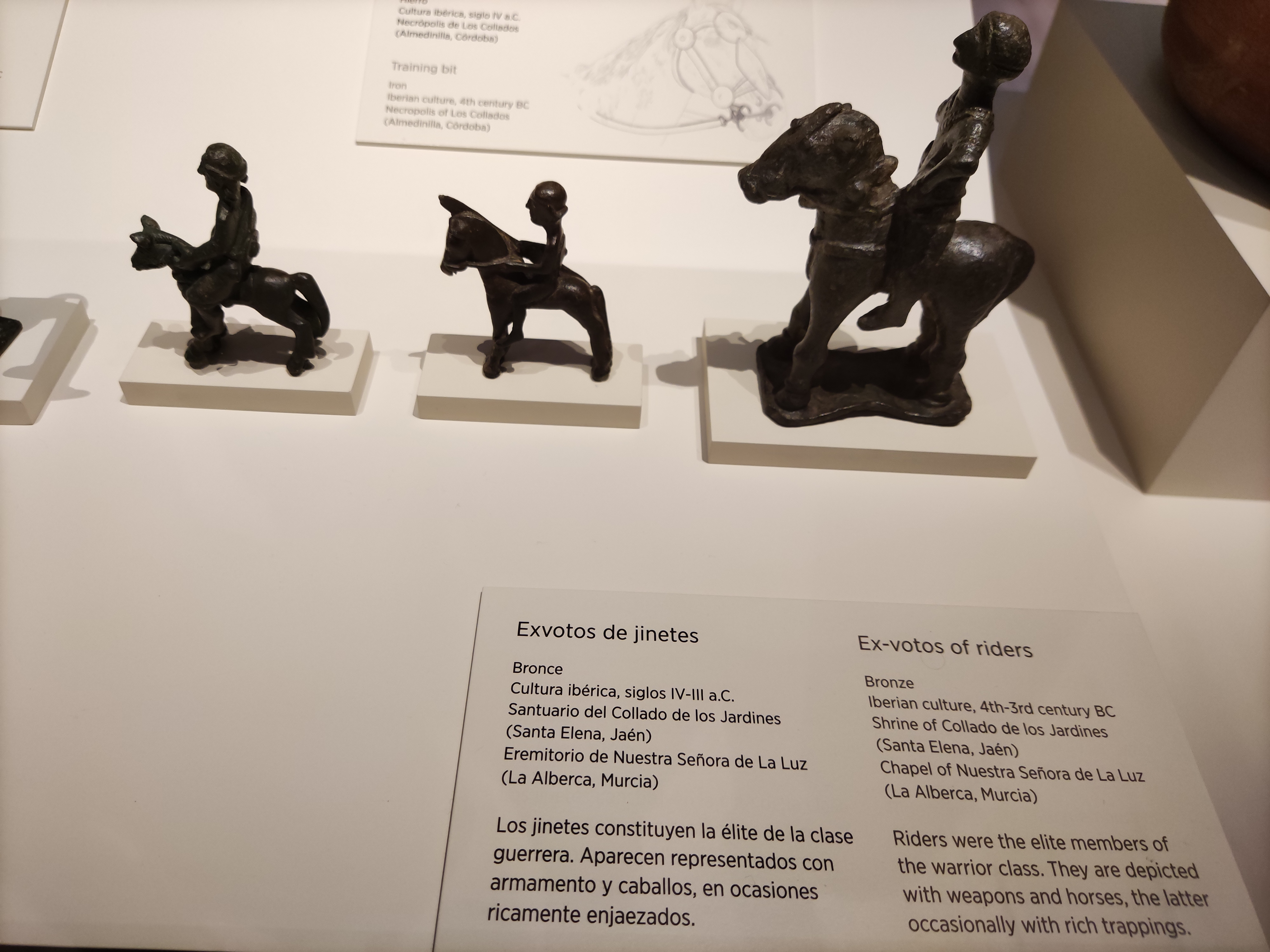
Exvoto de jinete. Yacimiento del santuario íbero de La Luz. Museo arqueológico Nacional. Siglo a

- Santuario de Nuestra Señora de la Luz
- Cuevas de los ermitaños de la Luz
- Caserón del siglo XVI en la calle de la Luz
- Yacimiento ibérico junto al Centro de Visitantes de la Luz
- Centro de visitantes de la Luz (museo y mirador)
- Yacimiento árabe/íbero junto al santuario de Sta. Catalina del Monte
- Cuevas de la rambla
- Plaza del Charco
- La Huerta
- Centro cultural Santo Ángel
- Centro de la mujer y la tercera edad
- Polideportivo municipal
- CEIP Santo Ángel.
- Colegio de las Hermanas de Cristo Crucificado (Villa Pilar),que cuenta con museo sobre las fundadoras, capilla y huertos.